# Kamieńczyk (Kamienna)
Der Kamieńczyk (früherer deutscher Name: Zackerle) ist ein rechter Nebenfluss der Kamienna (früherer deutscher Name: Zacken) im Riesengebirge in der polnischen Woiwodschaft Niederschlesien.

## Verlauf
Der Kamieńczyk entspringt nördlich vom Hauptkamm des schlesischen Riesengebirges zwischen den Bergen Luboch (polnisch: Kamiennik) und Szrenica (Reifträger). Er fließt anfangs nach Norden, später in Richtung Ostnordost. Er durchfließt die Kleinstadt Szklarska Poręba und mündet in die Kamienna. 

## Zackelfall
Kurz vor der Mündung in die Kamienna bildet der Kamieńczyk den 27 m hohen Zackelfall (Wodospad Kamieńczyka). Der Zackelfall ist schon seit Jahrhunderten ein beliebtes Ausflugsziel, ähnlich wie der Kochelfall, leicht zu Fuß erreichbar und gehört zu den bekanntesten Sehenswürdigkeiten des Riesengebirges.